# Harbarnsen
Harbarnsen est un village allemand du land de Basse-Saxe et l'arrondissement de Hildesheim. qui fait partie de la commune de Lamspringe depuis 2016.

## Histoire
Le nom du lieu signifie probablement "la colonie d'Heribero".
Les premières nouvelles fiables sur Harbarnsen remontent à 1261. Au XVe siècle, Harbarnsen appartenait aux seigneurs de Steinberg qui étaient au service de l'abbaye de Corvey. La proprieté est devenue une seigneurie en 1731. De 1750 aux années 1980, il existe une distillerie connue par l'eau-de-vie Crammscher Weizenkorn. Une nouvelle église a été construite en 1821. Vers 1700, une école a été fondée. Un bâtiment scolaire a été construit en 1792 et un nouveau en 1919. En 1898, une coopérative laitière a été fondée, qui est devenue célèbre pour le fromage de type camembert "St Hubertus". L'usine a été transformée en usine de séchage du lait dans les années 1980 et fournit des protéines de lait et du lactose aux industries alimentaire et pharmaceutique.
De 1902 à 1974, Harbarnsen avait une station sur le chemin de fer entre Groß Düngen et Bad Gandersheim.

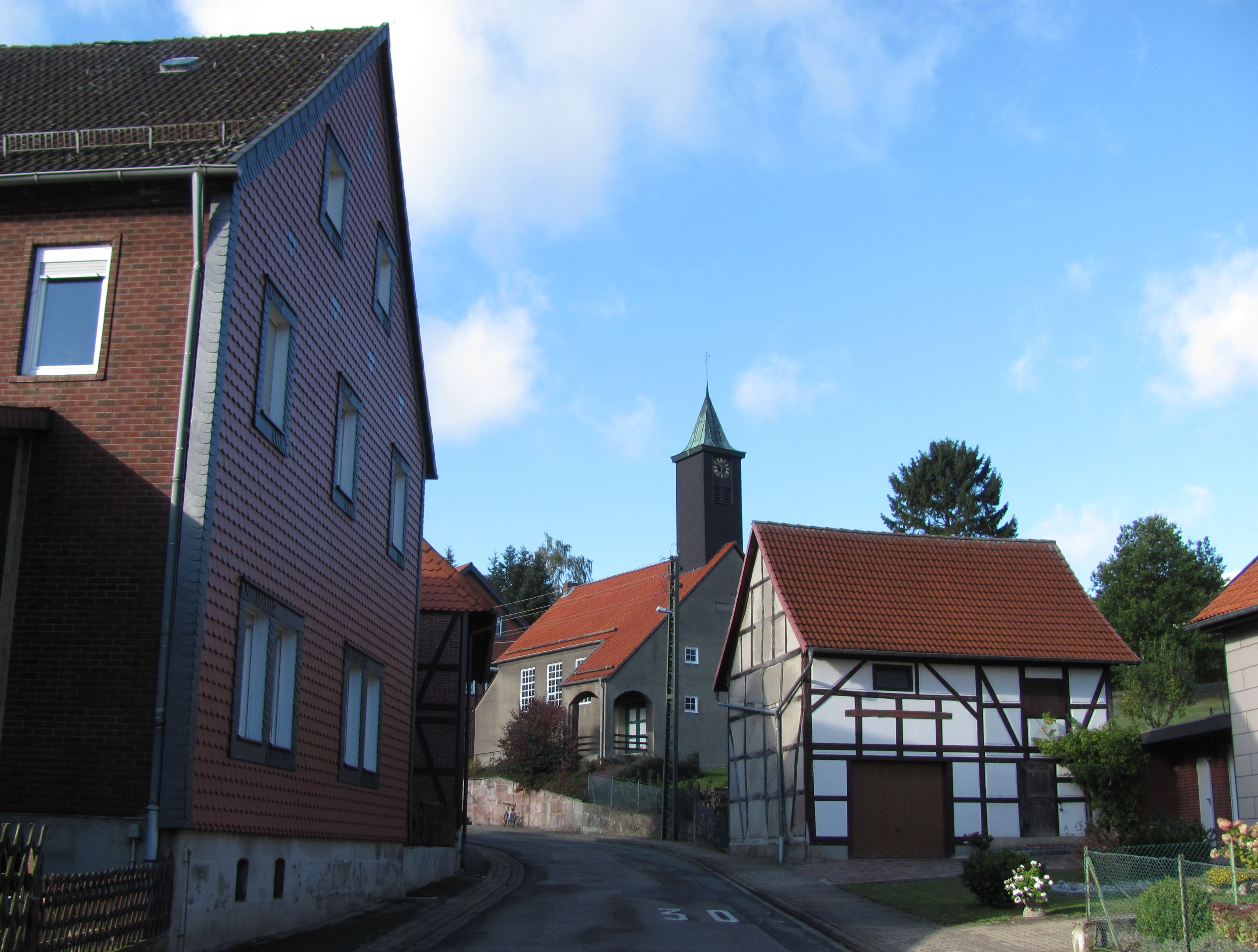
Église d'Irmenseul

Le village d'Irmenseul faisait partie de la commune de Harbarnsen depuis 1974. La Samtgemeinde de Lamspringe dont Harbarnsen faisait partie a été dissoute en 2016, et les anciennes communes de Harbarnsen, Neuhof, Lamspringe, Sehlem et Woltershausen ont été fusionnées dans la nouvelle commune de Lamspringe le 1er novembre 2016.